# Orectoderus arcuatus
Orectoderus arcuatus är en insektsart som beskrevs av Knight 1927. Orectoderus arcuatus ingår i släktet Orectoderus och familjen ängsskinnbaggar. Inga underarter finns listade i Catalogue of Life.